# More Grey Hairs
Albums de Reks
Grey Hairs
(2008) Rhythmatic Eternal King Supreme
(2011)
More Grey Hairs est une compilation de Reks, sortie le 10 mars 2009.
Cet album comprend des titres non retenus pour l'opus précédent, Grey Hairs.

## Liste des titres
| No  | Titre                                                                                | Contient un (des) sample(s) de                                                                     | Durée |
| --- | ------------------------------------------------------------------------------------ | -------------------------------------------------------------------------------------------------- | ----- |
| 1.  | Bitter (Produit par The Soul Searchers)                                              | Giving Up de Donny Hathaway                                                                        | 2:40  |
| 2.  | Play My Music (Produit par Statik Selektah)                                          | Play My Music de Billy Butler                                                                      | 3:28  |
| 3.  | Cloud 9 (Produit par DJ Premier)                                                     | Sing Like Bilal de DJ Premier Who Got Gunz de Gang Starr, Fat Joe et M.O.P.                        | 2:56  |
| 4.  | Stereotypes (Produit par 1914 et Statik Selektah)                                    | | 3:32  |
| 5.  | Killaz on Wax (Produit par Statik Selektah)                                          | | 3:16  |
| 6.  | System (Produit par DJ GI Joe)                                                       | Give It Up de Kool & The Gang                                                                      | 3:35  |
| 7.  | Year of the Showoff (Produit par Statik Selektah)                                    | | 4:20  |
| 8.  | Money on the Ave (Remix) (featuring Termanology et Skyzoo – Produit par Soul Theory) | | 3:06  |
| 9.  | Dear Winter (Produit par Timeless)                                                   | | 3:06  |
| 10. | Goodnight & Goodluck (Produit par Demo)                                              | | 3:22  |
| 11. | Why Do We Say Goodbye (Produit par Statik Selektah)                                  | Why Do We Have to Say Goodbye de Mighty Sam McClain                                                | 3:39  |
| 12. | I Ain't Shit (Produit par J. Creed)                                                  | | 4:16  |
| 13. | Light of Mine (Produit par DJ Sprino)                                                | Being With You de Smokey Robinson                                                                  | 3:32  |
| 14. | Til Ya Hair Turns Grey (Produit par DJ Sprino)                                       | Going in Circles des Friends of Distinction 2 of Amerikaz Most Wanted de 2Pac featuring Snoop Dogg | 3:56  |